# Ступино (Астраханская область)
Сту́пино — село в Черноярском районе Астраханской области, входит в Черноярский сельсовет.

## География
Село находится на правом берегу реки Волги. 179 дворов.

## История
Ступино — село «государственных крестьян», известно с конца 80-х годов XVIII века. Жители — русские, по всем данным, специально переселены сюда, на московский тракт, из центральных губерний России. Село Ступино до 1790 года имело название — Александровка, позже с 1830 года и по настоящее время село называется Ступино.
6 августа 2004 года в соответствии с Законом Астраханской области № 43/2004-ОЗ муниципальное образование «Село Ступино» наделено статусом сельского поселения.
C 1 сентября 2016 года входит в Черноярский сельсовет.

## Население
| 2002 | 2010 | 2012 | 2013 | 2014 | 2015 |
| ---- | ---- | ---- | ---- | ---- | ---- |
| 496  | ↗519 | ↗529 | →529 | ↗530 | ↗532 |